# Il principe di Atlantide
Il principe di Atlantide (The Prince of Atlantis)  è una serie televisiva animata britannica trasmessa per la prima volta sulla BBC dal 7 gennaio al 10 settembre 1997.

## Sinossi
Nel cuore dell'oceano, tra le acque misteriose del Triangolo delle Bermude, esiste un incantevole città fondata dal leggendario popolo di Atlantide. Il suo unico abitante è un bambino, il principe Akata, l'ultimo superstite degli atlantidei, il quale custodisce tutta la loro conoscenza, la tecnologia e gli straordinari poteri che avevano accumulato nell'arco di 5000 anni. Ma le moderne tecnologie minacciano la città sommersa: diversi uomini dotati di macchinari sofisticati scandagliano le profondità dell'oceano per estrarne le sue ricchezze. Akata, con l'aiuto dell'ologramma del suo maestro Shum e di Oya, una sirenetta dalle sembianze di una manta, deve proteggere l'eredità dei suoi avi, in particolare il Raggio Blu, evitando che cada nelle mani sbagliate.

## Episodi
| nº | Titolo originale               | Prima TV UK       |
| -- | ------------------------------ | ----------------- |
| 1  | A New Life                     | 7 gennaio 1997    |
| 2  | The Spirits of the Ancestors   | 14 gennaio 1997   |
| 3  | Caphira One                    | 21 gennaio 1997   |
| 4  | The Two Faced Traitor          | 28 gennaio 1997   |
| 5  | The Curse of the Crystal Tombs | 4 febbraio 1997   |
| 6  | The Big Fin                    | 18 febbraio 1997  |
| 7  | The Demons of the Glacier      | 25 febbraio 1997  |
| 8  | Dagon's Anger                  | 4 marzo 1997      |
| 9  | Journey to the Stars           | 11 marzo 1997     |
| 10 | The Visitors                   | 18 marzo 1997     |
| 11 | King of the Headwaters         | 25 marzo 1997     |
| 12 | Countdown to Doomsday          | 1º aprile 1997    |
| 13 | Mirror of Dreams               | 25 giugno 1997    |
| 14 | Disappearing Seas              | 9 luglio 1997     |
| 15 | Leviathan                      | 11 luglio 1997    |
| 16 | Fountain of Life               | 16 luglio 1997    |
| 17 | The Return of Captain Baha     | 23 luglio 1997    |
| 18 | Hot Water                      | 30 luglio 1997    |
| 19 | Ghost Ship                     | 6 agosto 1997     |
| 20 | A Heavy Metal                  | 8 agosto 1997     |
| 21 | The Dark Knight                | 13 agosto 1997    |
| 22 | Revolt of the Machines         | 20 agosto 1997    |
| 23 | Toxic Timebomb                 | 27 agosto 1997    |
| 24 | Life of a Friend               | 29 agosto 1997    |
| 25 | Checkmate                      | 3 settembre 1997  |
| 26 | The Return of the Atlanteans   | 10 settembre 1997 |